# Fuentes de Ayódar
Fuentes de Ayódar è un comune spagnolo situato nella comunità autonoma Valenciana.

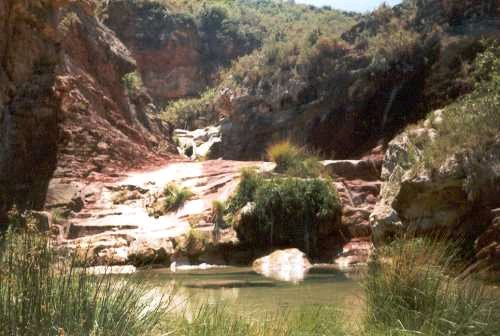
Il rio Chico a Fuentes de Ayódar